# Irene Abel
Pour les articles homonymes, voir Abel (homonymie).
Irene Abel, née le 12 février 1953 à Berlin-Est, est une gymnaste artistique est-allemande.

## Biographie
Elle est la mère de la gymnaste Katja Abel.

## Palmarès

### Jeux olympiques
- Munich 1972
  -  médaille d'argent au concours par équipes

### Championnats du monde
- Varna 1974
  -  médaille d'argent au concours par équipes